# O sută douăzeci de zile ale Sodomei
O sută douăzeci de zile ale Sodomei (în franceză Les 120 Journées de Sodome ou l'école du libertinage) este un roman erotic și pornografic din 1785 al scriitorului francez Marquis de Sade.
Romanul descrie povestea a patru libertini⁠(d) înstăriți care au decis să experimenteze cea mai mare plăcere sexuală disponibilă în orgii. Pentru a face acest lucru, s-au închis timp de patru luni într-un castel izolat din Pădurea Neagră, cu un harem de 46 de victime, format în principal din tineri și fete adolescente. Erau acompaniați de patru proprietari de bordel care povesteau despre aventurile lor. Aceste povești îi excită pe libertini, după care încep să violeze și să-și tortureze victimele; tortura devine din ce în ce mai brutală și se termină cu uciderea aproape a tuturor victimelor.
Romanul nu a fost publicat decât în secolul al XX-lea. Mai târziu a fost tradus în mai multe limbi, inclusiv rusă, engleză, japoneză și germană. Din cauza descrierii detaliate a abuzului sexual și a cruzimii extreme, a fost interzis de guvernele unor state.